# Terror Glacier, Antarktis
Terror Glacier är en glaciär i Antarktis. Den ligger i Östantarktis. Nya Zeeland gör anspråk på området. Terror Glacier ligger 299 meter över havet.
Terrängen runt Terror Glacier är varierad. Trakten är obefolkad. Det finns inga samhällen i närheten. 